# OPQRST
OPQRST — мнемонічна медична абревіатура, що використовується медичними працівниками для точного розпізнавання причин симптомів та анамнезу хвороби пацієнта у разі гострого захворювання. Також, спеціально пристосовано для виявлення симптомів можливого серцевого нападу. Кожен важливий напрямок означено рядком опитування для оцінки пацієнта. Зазвичай це враховується разом із життєвими показаннями та SAMPLE, і фіксується особою, яка надає допомогу, наприклад, у «Суб'єктивній» частині, SOAP приміток для подальшого використання.
«PQRST» (початок «O») іноді використовується разом.
Термін «OPQRST-AAA» додає «обтяжуючі / полегшуючі фактори», «пов'язані симптоми» та «атрибуції / адаптації» («aggravating/alleviating factors», «associated symptoms», and «attributions/adaptations»).

## Застосування
Частинами мнемоніки є:
Початок події (Onset of the event)
Що робив пацієнт, коли він починався (активний, неактивний, стресовий тощо), чи вірить пацієнт, що діяльність спричинила біль  і чи був початок раптовим, поступовим чи частиною хронічної проблеми, що триває.
Провокація або паліація (Provocation or palliation)
Будь-який рух, тиск (наприклад, пальпація ) чи інший зовнішній фактор робить проблему кращою чи гіршою. Сюди також можна віднести чи полегшують симптоми при відпочинку.
Якість болю (Quality of the pain)
Це опис хворого болю. Запитання можуть бути відкритими ("Чи можете ви мені це описати?") Або провідними.  В ідеалі це призведе до опису болю пацієнта: будь то різкий, тупий, дроблений, пекучий, сльозотеча або якесь інше почуття, разом із малюнком, наприклад, періодичний, постійний або пульсуючий.
Регіон та радіація (Region and radiation)
Де біль знаходиться на тілі, і чи він випромінює (поширюється) або переходить у будь-яку іншу ділянку (регіон). Це може вказувати на такі захворювання, як інфаркт міокарда, який може віддавати у щелепу та руки. Інші згадані болі можуть натякати на основні медичні випадки.
Серйозність (Severity)
Оцінка болю (зазвичай за шкалою від 0 до 10). Нуль - це не біль, а десять - найгірший можливий біль. Це може бути порівняльним (наприклад, "... порівняно з найстрашнішим болем, який ви коли-небудь відчували") або образним ("... порівняно з тим, що іноземець відірвав вам руку"). Якщо біль порівняти з попередньою подією, характер цієї події може бути наступним питанням. Клініцист повинен вирішити, чи є оцінка реалістичною з урахуванням їх досвіду - наприклад, оцінка болю 10 для стертого пальця ноги, ймовірно, буде перебільшеною. Це також може бути оцінено щодо болю зараз, порівняно з болем під час появи або болем при русі. Існують альтернативні методи оцінки болю, які можна застосовувати, коли пацієнт не може озвучити оцінку. Одним з таких методів є шкала болю Вонг-Бейкера .
Час (історія) (Time (history))
Як довго триває стан і як він змінився з початку (краще, гірше, різні симптоми), чи коли-небудь це траплялося раніше, чи і як він міг змінюватися з початку, і коли біль припинився, якщо його немає в даний час відчувається.